# Sigurd Berg
 Der er flere personer med dette navn, se Sigurd Berg (flertydig).
Sigurd Berg (født 3. juli 1868 på Bogø, død 11. juli 1921 i København) var en dansk politiker og minister. Han var søn af venstrelederen Christen og Maren Berg.
Han fik sin uddannelse som journalist på Kolding Folkeblad. I 1892 blev han redaktionssekretær på Frederiksborg Amtsavis, hvor han i 1895 blev leder.
I årene 1899-1905 var han medlem af byrådet i Hillerød.
Fra 1901 til 1910 var han første gang medlem af Folketinget, og i perioden 1905-1908 var han indenrigsminister i Regeringen Christensen l. Berg måtte som de øvrige medlemmer af Ministeriet J.C. Christensen gå af som følge af Alberti-skandalen. I 1910 fik han en bøde på 1000 kroner af Rigsretten for ikke som indenrigsminister at have ført ordentligt tilsyn med Den sjællandske Bondestands Sparekasse, som Alberti var formand for indtil september 1908. I 1918 blev han atter medlem af Folketinget, og var i 1920 og 1921 indenrigsminister i Regeringen Neergaard II.
Berg blev Ridder af Dannebrog i 1905 og Dannebrogsmand i 1907. Han fik Kommandørkorset af 2. grad i 1908. Få dage før folketingsvalget i september 1920 fik han Kommandørkorset af 1. grad.